# Marie al sepolcro
Il dipinto raffigurante Le Marie al Sepolcro, ad olio su tela (228 x 283 cm) di Bartolomeo Schedoni, è stato realizzato nel 1613 - 1614 circa ed è oggi conservato presso la Galleria nazionale di Parma.

## Storia
L'opera fu commissionata a Bartolomeo Schedoni da Ranuccio I Farnese e fa parte di una serie di opere realizzate dall'artista tra il 1608 e il 1611. Il dipinto venne collocato nella chiesa dei Cappuccini di Fontevivo a destra dell'altare maggiore e di fronte al suo pendant, la Deposizione di Cristo conservato anch'esso nella Galleria nazionale di Parma. Altre opere, parte dello stesso ciclo di dipinti, sono conservate oggi nella Galleria di Capodimonte a Napoli. L'opera entrò nella collezione dell'Accademia nel 1809, a seguito delle spoliazioni napoleoniche, e successivamente in Galleria al momento dell'istituzione della stessa.

## Descrizione
Il dipinto raffigura il passo biblico ripreso dal Vangelo di Marco (16, 1-8) e da quello di Matteo (28, 1-8), quando le Pie donne scoprono il sepolcro vuoto. Schedoni interpreta le due versioni del Vangelo e le trasforma in una scena teatrale, con le tre donne, Maria madre di Giacomo, Maria di Magdala, e Maria madre di Gesù che assistono alla discesa dell'Angelo annunciante la risurrezione di Cristo.
Bartolomeo Schedoni riprende i passi sacri dal Vangelo e interpreta la storia da grande scenografo, mettendo in scena una macchina teatrale di notevole impatto visivo. L'azione si svolge all'alba, da cui, come da un fondale, si diffonde un'illuminazione diafana che accentua il candore delle vesti bianche dell'angelo. La Maddalena, con un'espressione assorta, trattiene il lungo vestito rosaceo e tiene tra le dita il vasetto dell'unguento. Protagonisti assoluti del dipinto sono l'intensa gestualità dei personaggi e l'illuminazione della scena che entrando lateralmente conferisce alla composizione un senso quasi metafisico dello spazio: l'atmosfera sospesa e i colori delle vesti dalle tonalità cariche, insieme alle profonde pieghe, raggiungono esiti di grande forza espressiva.
La serie di dipinti per i Cappuccini possono essere letti notando l'evoluzione della tecnica pittorica di Schedoni, che raggiunge il suo culmine proprio in quest'opera e nel suo pendant. Possiamo rintracciare nei suoi dipinti suggestioni da Correggio, da Caravaggio, nella luce e nelle composizioni, o da Ludovico e Annibale Carracci, per l'impronta classicista ma allo stesso tempo dimessa, di sintesi e di grande impatto.